# 下田町 (横浜市)
下田町（しもだちょう）は、神奈川県横浜市港北区の町名。現行行政地名は下田町一丁目から下田町六丁目。住居表示実施済区域。

## 地理
港北区の北東部に位置し、東に日吉、南に日吉本町、西に高田町、北西に川崎市高津区蟹ケ谷、北東に川崎市中原区井田と接している。

### 地価
住宅地の地価は、2024年（令和7年）1月1日の公示地価によると、下田町三丁目25-19の地点で30万8000円/m²、下田町五丁目18-15の地点で30万4000円/m²となっている。

## 歴史

### 沿革
かつては、この場所は橘樹郡日吉村大字駒ケ橋であった。
- 1937年（昭和12年）4月1日 - 日吉村の矢上川以西が横浜市に編入し、横浜市神奈川区下田町となる[8]。
- 1939年（昭和14年）4月1日 - 港北区を新設し、横浜市港北区下田町となる[9]。
- 1959年（昭和34年）3月10日 - 土地改良事業に伴い、下田町の一部を日吉町へ編入[10]。
- 1969年（昭和44年）10月1日 - 行政区の再編成に伴い、港北区を再配置。横浜市港北区下田町となる[11]。
- 1972年（昭和47年）5月26日 - 土地区画整理事業に伴い、下田町の一部を高田町へ編入[12]。
- 1977年（昭和52年）8月1日 - 住居表示の実施に伴い、下田町の一部を日吉一丁目へ編入。日吉町の一部を下田町に編入[13]。
- 1979年（昭和54年）6月9日 - 土地改良事業に伴い、下田町の一部を高田町へ編入[13]。
- 1984年（昭和59年）7月23日 - 住居表示の実施に伴い、下田町の一部から下田町一丁目〜六丁目を新設し、残部を日吉本町へ編入し、下田町を廃止[14]。
- 1994年（平成6年）11月6日 - 行政区の再編成に伴い、港北区を再配置。横浜市港北区下田町となる[15]。

### 町名の変遷
| 実施後       | 実施年月日                | 実施前（各町名ともその一部） |
| ------------ | ------------------------- | ---------------------------- |
| 下田町一丁目 | 1984年（昭和59年）7月23日 | 下田町、日吉本町（各一部）   |
| 下田町二丁目 | 1984年（昭和59年）7月23日 | 下田町（一部）               |
| 下田町三丁目 | 1984年（昭和59年）7月23日 | 下田町（一部）               |
| 下田町四丁目 | 1984年（昭和59年）7月23日 | 下田町、日吉本町（各一部）   |
| 下田町五丁目 | 1984年（昭和59年）7月23日 | 下田町、日吉本町（各一部）   |
| 下田町六丁目 | 1984年（昭和59年）7月23日 | 下田町（一部）               |

## 世帯数と人口
2025年（令和7年）6月30日現在（横浜市発表）の世帯数と人口は以下の通りである。
| 丁目         | 世帯数    | 人口     |
| ------------ | --------- | -------- |
| 下田町一丁目 | 653世帯   | 1,261人  |
| 下田町二丁目 | 796世帯   | 1,536人  |
| 下田町三丁目 | 1,132世帯 | 2,546人  |
| 下田町四丁目 | 1,176世帯 | 2,305人  |
| 下田町五丁目 | 1,328世帯 | 2,993人  |
| 下田町六丁目 | 1,289世帯 | 2,827人  |
| 計           | 6,374世帯 | 13,468人 |

### 人口の変遷
国勢調査による人口の推移。
| 年                 | 人口   |
| ------------------ | ------ |
| 1995年（平成7年）  | 12,202 |
| 2000年（平成12年） | 13,018 |
| 2005年（平成17年） | 13,748 |
| 2010年（平成22年） | 13,442 |
| 2015年（平成27年） | 13,279 |
| 2020年（令和2年）  | 13,635 |

### 世帯数の変遷
国勢調査による世帯数の推移。
| 年                 | 世帯数 |
| ------------------ | ------ |
| 1995年（平成7年）  | 4,802  |
| 2000年（平成12年） | 5,439  |
| 2005年（平成17年） | 5,751  |
| 2010年（平成22年） | 5,709  |
| 2015年（平成27年） | 5,840  |
| 2020年（令和2年）  | 6,133  |

## 学区
市立小・中学校に通う場合、学区は以下の通りとなる（2024年11月時点）。
| 丁目         | 番・番地等 | 小学校             | 中学校                 |
| ------------ | ---------- | ------------------ | ---------------------- |
| 下田町一丁目 | 全域       | 横浜市立下田小学校 | 横浜市立日吉台西中学校 |
| 下田町二丁目 | 全域       | 横浜市立下田小学校 | 横浜市立日吉台西中学校 |
| 下田町三丁目 | 全域       | 横浜市立下田小学校 | 横浜市立日吉台西中学校 |
| 下田町四丁目 | 全域       | 横浜市立下田小学校 | 横浜市立日吉台西中学校 |
| 下田町五丁目 | 全域       | 横浜市立下田小学校 | 横浜市立日吉台西中学校 |
| 下田町六丁目 | 全域       | 横浜市立下田小学校 | 横浜市立日吉台西中学校 |

## 事業所
2021年（令和3年）現在の経済センサス調査による事業所数と従業員数は以下の通りである。
| 丁目         | 事業所数  | 従業員数 |
| ------------ | --------- | -------- |
| 下田町一丁目 | 7事業所   | 15人     |
| 下田町二丁目 | 33事業所  | 126人    |
| 下田町三丁目 | 33事業所  | 169人    |
| 下田町四丁目 | 43事業所  | 295人    |
| 下田町五丁目 | 46事業所  | 294人    |
| 下田町六丁目 | 40事業所  | 210人    |
| 計           | 202事業所 | 1,109人  |

### 事業者数の変遷
経済センサスによる事業所数の推移。
| 年                 | 事業者数 |
| ------------------ | -------- |
| 2016年（平成28年） | 195      |
| 2021年（令和3年）  | 202      |

### 従業員数の変遷
経済センサスによる従業員数の推移。
| 年                 | 従業員数 |
| ------------------ | -------- |
| 2016年（平成28年） | 899      |
| 2021年（令和3年）  | 1,109    |

## 施設
- 横浜市立下田小学校
- 横浜下田郵便局[25]
- 慶應義塾大学 下田グラウンド

## その他

### 日本郵便
- 郵便番号 : 223-0064[3]（集配局：綱島郵便局[26]）

### 警察
町内の警察の管轄区域は以下の通りである。
| 丁目         | 番・番地等 | 警察署     | 交番・駐在所 |
| ------------ | ---------- | ---------- | ------------ |
| 下田町一丁目 | 全域       | 港北警察署 | 下田交番     |
| 下田町二丁目 | 全域       | 港北警察署 | 下田交番     |
| 下田町三丁目 | 全域       | 港北警察署 | 下田交番     |
| 下田町四丁目 | 全域       | 港北警察署 | 下田交番     |
| 下田町五丁目 | 全域       | 港北警察署 | 下田交番     |
| 下田町六丁目 | 全域       | 港北警察署 | 下田交番     |

## 関連文献
- 「駒ケ橋村」『新編武蔵風土記稿』 巻ノ65橘樹郡ノ8、内務省地理局、1884年6月。NDLJP:763984/53。